# Дерево Свободи (Мукачівський замок)

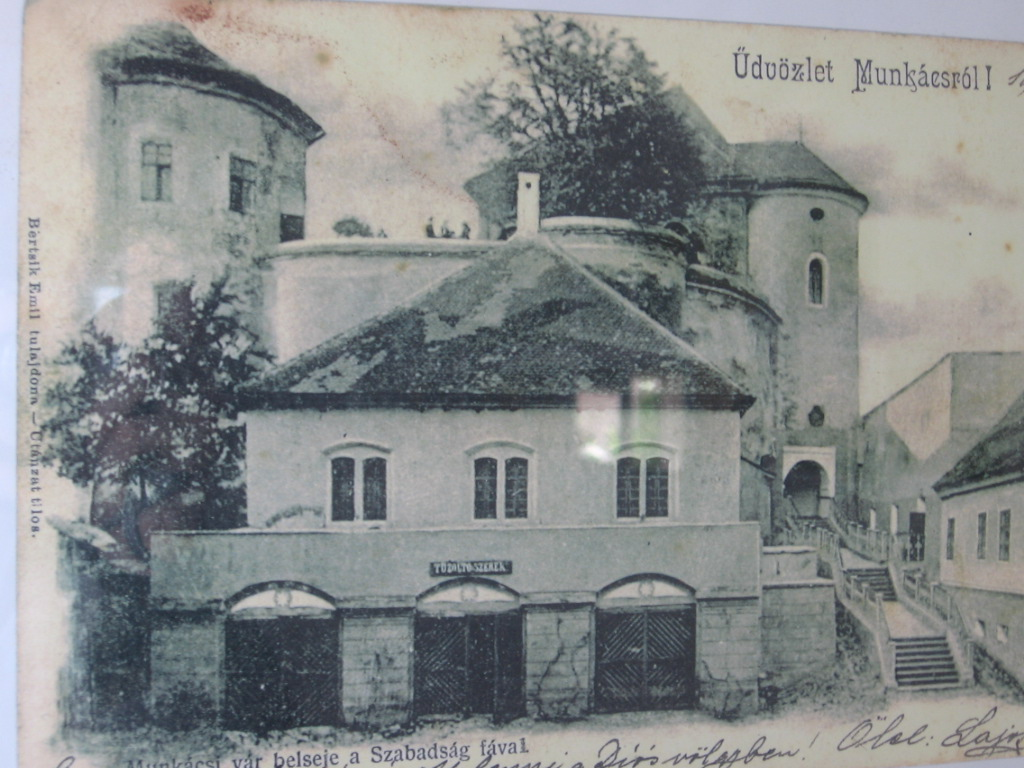
Дерево Свободи в Мукачівському замку. Світлина початку XX століття

Дерево Свободи — липа, висаджена в Мукачівському замку 1848 року, під час Угорської революції. Повалено під час бурі 21 липня 1960 року.
Під час Угорської революції 1848—1849 рр. громада міста Мукачево домоглася того, щоб з-за стін замку Паланок було випущено всіх тамтешніх в'язнів, що сталося 2 травня 1848 року. Пізніше австрійський гарнізон, що перебував у замкові, на чолі з комендантом Францом Лаубом покинув замок. Після цього він був зайнятий мукачівськими підрозділами угорської національної гвардії на чолі із сотником Л. Ружаком. У цей час на честь звільнення в'язнів було висаджено липу на напівкруглому бастіоні замку в середньому дворі. Пізніше цю липу прозвали Деревом Свободи.
21 липня 1960 року під час літньої бурі дерево було повалено.